# Louie Nelson
Louis "Louie" Nelson (Los Ángeles, California, 28 de mayo de 1951) es un exjugador de baloncesto estadounidense que jugó cinco temporadas en la NBA y una última en la WBA. Con 1,90 metros de estatura, lo hacía en la posición de base.

## Trayectoria deportiva

### Universidad
Jugó durante cuatro temporadas con los Huskies de la Universidad de Washington, en las que promedió 18,0 puntos y 4,1 rebotes por partido. Fue incluido en el mejor quinteto de la Pac-8 en su última temporada, tras promediar 23,0 puntos por partido, la segunda mejor marca en la historia de los Huskies, sólo superada por los 25,6 de Bob Houbregs en 1953.

### Profesional
Fue elegido en la decimonovena posición del Draft de la NBA de 1973 por Capital Bullets, y también por los Kentucky Colonels en la primera ronda del draft de la ABA, fichando por los primeros. Pero su papel en el equipo dirigido por K.C. Jones fue casi testimonial, jugando poco más de 10 minutos por partido, en los que promedió 4,9 puntos y 1,4 rebotes.
Al año siguiente se produjo un Draft de Expansión por la llegada de los New Orleans Jazz a la liga, Y Nelson fue elegido por la nueva franquicia. Allí permaneció durante dos temporadas, en las que llegó a ser titular, jugando sus mejores años como profesional. En la temporada 1975-76 fue el tercer mejor anotador de su equipo, por detrás de Pete Maravich y Nate Williams, promediando 12,5 puntos por partido.
Pero a pesar de su buena campaña, fue despedido, fichando como agente libre por San Antonio Spurs, donde apenas duró dos semanas. Tras un año alejado de las pistas profesionales, ficha por Kansas City Kings, donde sólo juega i partidos antes de ser despedido en el mes de noviembre. Un mes más tarde firma con New Jersey Nets, donde acabaría la temporada promediando 8,5 puntos y 2,0 rebotes por partido.
Jugó una temporada más, con los Washington Lumberjacks de la efímera liga Western Basketball Association, en la que fue incluido en el tercer mejor quinteto del año.

## Estadísticas de su carrera en la NBA

### Temporada regular
| Temporada | Edad | Equipo            | Liga | P   | TIT | MIN  | TC  | TCA  | %TC  | 3P | 3PA | %3P | TL  | TLA | %TL  | R.OF. | R.DEF. | REB | ASIS | ROB | TAP | PER | FP  | PTS  |
| 1973-74   | 22   | Capital Bullets   | NBA  | 49  |     | 11.3 | 1.9 | 4.4  | .433 |    |     |     | 1.1 | 1.5 | .726 | 0.5   | 0.9    | 1.4 | 1.1  | 0.6 | 0.0 |     | 1.3 | 4.9  |
| 1974-75   | 23   | New Orleans Jazz  | NBA  | 72  |     | 26.4 | 4.3 | 9.4  | .452 |    |     |     | 2.7 | 3.5 | .768 | 1.0   | 1.7    | 2.7 | 2.5  | 0.9 | 0.1 |     | 2.6 | 11.2 |
| 1975-76   | 24   | New Orleans Jazz  | NBA  | 66  |     | 30.8 | 5.0 | 11.4 | .433 |    |     |     | 2.6 | 3.5 | .735 | 1.2   | 1.8    | 3.1 | 2.6  | 1.2 | 0.1 |     | 2.2 | 12.5 |
| 1976-77   | 25   | San Antonio Spurs | NBA  | 4   |     | 14.3 | 1.8 | 3.5  | .500 |    |     |     | 1.0 | 1.8 | .571 | 0.5   | 1.3    | 1.8 | 0.8  | 0.5 | 0.0 |     | 2.3 | 4.5  |
| 1977-78   | 26   | TOTAL             | NBA  | 33  |     | 12.3 | 2.6 | 6.4  | .403 |    |     |     | 1.7 | 2.5 | .679 | 0.4   | 1.2    | 1.6 | 1.0  | 0.7 | 0.2 | 1.5 | 1.0 | 6.9  |
| 1977-78   | 26   | Kansas City Kings | NBA  | 8   |     | 6.6  | 0.4 | 1.8  | .214 |    |     |     | 1.1 | 1.4 | .818 | 0.1   | 0.3    | 0.4 | 0.6  | 0.3 | 0.1 | 1.0 | 0.6 | 1.9  |
| 1977-78   | 26   | New Jersey Nets   | NBA  | 25  |     | 14.1 | 3.3 | 7.9  | .416 |    |     |     | 1.9 | 2.9 | .658 | 0.5   | 1.5    | 2.0 | 1.2  | 0.8 | 0.2 | 1.6 | 1.1 | 8.5  |
| Total     |      |                   | NBA  | 224 |     | 22.1 | 3.7 | 8.4  | .437 |    |     |     | 2.1 | 2.9 | .738 | 0.9   | 1.5    | 2.4 | 1.9  | 0.9 | 0.1 | 1.5 | 2.0 | 9.4  |